# ام‌وی ایسکا
ام‌وی ایسکا (به انگلیسی: MV Issaquah) یک کشتی است که طول آن ۳۲۸ فوت (۱۰۰٫۰ متر) می‌باشد. این کشتی در سال ۱۹۷۹ ساخته شد.